# 貢氏角魚
貢氏角魚（学名：Lepidotrigla guentheri），又名貢氏紅娘魚、雞角、角仔魚，为角魚科紅娘魚屬下的一个种。